# Señor Barragán
Manuel Barragán más conocido como el Señor Barragán es un personaje creado por el cómico español José María Rubio Ibarz, caracterizado por su humor absurdo, picante y basto.

## Historia del personaje
Hijo de madre aragonesa y padre catalán, José María Rubio  (Barcelona, 19 de mayo de 1946) comenzó su carrera trabajando como decorador y publicista para los supermercados Carrefour. El personaje de Barragán nació hacia mediados de la década de 1980 y desde entonces ha estado compaginando su actividad escénica con su trabajo en una empresa de publicidad.
El Señor Barragán es un viejo vestido con una bata vieja, boina raída y gafas gruesas que cuenta chistes mayoritariamente verdes con un estilo característico que incluye frases como el saludo hola como 'tamo.
A lo largo de su carrera ha realizado numerosas galas y espectáculos en diversos medios que abarcan la radio, televisión y cine. Barragán comenzó en el programa radiofónico Arús con leche presentado por Alfonso Arús y Jorge Salvador en Cadena Rato (actual Onda Cero). El personaje nació al crear un anuncio para los supermercados Carrefour. A Alfonso Arús le gustó la voz y propuso a Rubio la participación en el programa como Barragán, un crítico de cine que llamaba al programa y acababa hablando de todo menos de la película. Tomó el nombre de un proveedor de Carrefour y la voz imitaba la de un bodeguero que conocía.
Posteriormente, tras la participación de Arús en el programa La casa por la ventana, éste propuso convertir a Barragán en un personaje de carne y hueso, actuando como un azafato viejo y asqueroso. Tras rechazar la propuesta un par de veces, acepta participar en el programa concurso No te rías que es peor, junto a otros cómicos como Paco Aguilar, Marianico el Corto, Emilio Laguna y Pedro Reyes entre otros.
En 1993 y 1994 fue editor de la revista de historietas de corta vida El Barragán.
En el cine destaca su participación en las entregas 2, 3, 4 y 5 de la saga Torrente de Santiago Segura.
Hacia 2010 declaró que se ha retirado casi totalmente de su labor como publicista para centrarse en su trabajo como humorista.
Desde 2010, el Sr. Barragán ha participado junto a los "sense vergonya" en varios proyectos de radio como "Barragán y sus amigos" , "Els sense vergonya", y durante un año en Tele Taxi en El show de Barragán.

## Currículo[6]

### Televisión
- La casa por la ventana (1989), TVE 2
- No te rías que es peor (1990-1995), TVE 1
- Hola Raffaella (1993), TVE 1
- Sonría por favor (1996), Telecinco
- Desde Lepe con humor, TVE 1
- Força Barça, TVE 2
- La Telebasura, TVE 2
- Tot per l’audiència, Canal 9
- Vaya.com, Canal Sur
- Esto es muy serio, TV Canarias
- El club del chiste 2010-2013 Antena 3
- ¡Arriba ese ánimo! (2012), TVE 1
- El show de Barragán  2012 , Tele Taxi
- El pueblo más divertido (2014) La 1. Padrino de El Gastor (Cádiz)
- El último show (2020), Aragón TV

### Cine
- Torrente 2, misión en Marbella (2001)
- Torrente 3, el protector (2005)
- Torrente 4: Lethal Crisis (Crisis Letal) (2011)
- Gigantes, la leyenda de Tombatossals (2013)
- Torrente 5: Operación Eurovegas (2014)
- A todo tren 2 (2022)

### Prensa
- Revista El Barragán
- Crítico de fútbol en El Periódico
- Crítico de humor en FHM

### Radio
- Arús con leche, Cadena Rato
- Força Barça, Radio Club 25
- Queremos habalar, ABC punto radio
- Barragán y els sense vervonya, www.radiotubelive.com

### Casetes
- El Humor de Barragán, con presentación de Alfonso Arús